# Wilhelm Windelband
 (juin 2019).
Si vous disposez d'ouvrages ou d'articles de référence ou si vous connaissez des sites web de qualité traitant du thème abordé ici, merci de compléter l'article en donnant les références utiles à sa vérifiabilité et en les liant à la section « Notes et références ».
Wilhelm Windelband (Potsdam, 1848-1915, Heidelberg) est un philosophe et historien allemand. Disciple du philosophe et historien Rudolf Hermann Lotze. Windelband fut professeur de philosophie à Zurich en 1873, à Fribourg-en-Brisgau en 1877 et à Strasbourg en 1882, avant de terminer sa carrière à l'université de Heidelberg.

## Œuvre
Philosophe de l'École de Bade (de), Windelband s'inscrit dans le courant du néokantisme (ou néocriticisme) fondé par Eduard Zeller et Otto Liebmann. Le néokantisme de Bade est également représenté par Heinrich Rickert dont l'œuvre est souvent rapprochée de celle de Windelband, surtout en ce qui concerne leur approche de la philosophie des valeurs (axiologie). C'est en réaction au positivisme dominant en France, et qui avait conquis un Ernst Laas à Strasbourg, que Windelband prône un retour à Kant auquel il emprunte l'idée que la philosophie n'appartient non pas à l'être (objet des sciences de la nature) mais au devoir être, c'est-à-dire aux valeurs (Wert) et aux jugements de valeur (Werturteil). 
Windelband considère qu'il existe une tension irréductible entre jugement de fait et jugement de valeur qui caractérise, selon lui, l'existence de l'homme et de la contingence liée à sa liberté. C'est au sein de cette tension que peuvent se penser ce qui deviendra bientôt les sciences humaines et, en particulier, chez Windelband, l'histoire, discipline foncièrement axiologique.
La conception des valeurs de Windelband a exercé une influence sur l'épistémologie des sciences de l'esprit (Wilhelm Dilthey) et, en particulier, sur la sociologie (Max Weber), la philosophie de l'histoire (Benedetto Croce) et, plus récemment, sur les théories de l'histoire (Henri-Irénée Marrou, De la connaissance historique et Paul Veyne, Comment on écrit l'histoire, 1971).
En 1914, il fut un des signataires du Manifeste des 93.

## Quelques élèves
- Nicolas Lossky
- Robert E. Park
- Albert Schweitzer

## Publication
- (de) Geschichte der neueren Philosophie (1878-1880)
- (de) Geschichte der abendländische Philosophie im Altertum (1888)
- (de) Geschichte und Naturwissenschaft (1894)
- (de)Über Willensfreiheit (1904)
- (de) Die Philosophie im deutschen Geistesleben des XIX Jahrhunderts (1909)
- (de)Über Gleichheit und Identität (1910)
- (de) Die Prinzipien der Logik (1912)
- (de) Geschichtsphilosophie. Eine Kriegsvorlesung (1916)
- (de) Einleitung in die Philosophie (1914)